# Serie A2 d'Eccellenza 1994-1995
Il campionato di Serie A2 d'Eccellenza di pallacanestro femminile 1994-1995 è stato il primo disputato con questa denominazione, ma era conosciuto anche come Serie A1 Poule B, pur restando in ogni caso il secondo livello della sessantanovesima stagione italiana.

## Classifica
|  |     | Classifica finale 1994-1995 | Pt | G  | V  | P  | PtF  | PtS  |
|  | --- | --------------------------- | -- | -- | -- | -- | ---- | ---- |
|  | 1.  | Basket Costa CostaMasnaga   | 50 | 26 | 25 | 1  | 2061 | 1467 |
|  | 2.  | Faleria 2000 S. Elpidio     | 38 | 26 | 19 | 7  | 1752 | 1482 |
|  | 3.  | Prato                       | 38 | 26 | 19 | 7  | 1709 | 1484 |
|  | 4.  | Rescifina Messina           | 36 | 26 | 18 | 8  | 1787 | 1557 |
|  | 5.  | Nuova Pall.Valdarno         | 34 | 26 | 17 | 9  | -    | -    |
|  | 6.  | Brasilia Basket Pavia       | 32 | 26 | 16 | 10 | 1554 | 1355 |
|  | 7   | Gragnano-Capri (-2)         | 24 | 26 | 13 | 13 | 1632 | 1663 |
|  | 8   | Cor Roma                    | 24 | 26 | 12 | 14 | 1611 | 1630 |
|  | 9.  | Wit Boy Montecchio          | 22 | 26 | 11 | 15 | 1452 | 1543 |
|  | 10. | Verga Palermo               | 20 | 26 | 10 | 16 | 1590 | 1761 |
|  | 11. | Anagni                      | 16 | 26 | 8  | 18 | 1621 | 1755 |
|  | 12. | San Raffaele Roma           | 16 | 26 | 8  | 18 | 1454 | 1709 |
|  | 13. | Virtus Cagliari             | 12 | 26 | 6  | 20 | 1587 | 1721 |
|  | 14. | Basket Bari                 | 0  | 26 | 0  | 25 | -    | -    |

## Play-off
|  | Quarti di finale | Quarti di finale      | Quarti di finale      | Quarti di finale      | Quarti di finale      |  |  | Semifinali | Semifinali           | Semifinali           | Semifinali           | Semifinali           |       |       | Finale | Finale               | Finale               | Finale               | Finale               |  |
|  |                  |                       |                       |                       |                       |  |  |            |                      |                      |                      |                      |       |       |        |                      |                      |                      |                      |  |
|  | 1                | Basket Costa Masnaga  | Basket Costa Masnaga  | Basket Costa Masnaga  | Basket Costa Masnaga  |  |  |            |                      |                      |                      |                      |       |       |        |                      |                      |                      |                      |  |
|  | 8                | Cor Roma              | Cor Roma              | Cor Roma              | Cor Roma              |  |  | 1          | Basket Costa Masnaga | Basket Costa Masnaga | Basket Costa Masnaga | Basket Costa Masnaga |       |       |        |                      |                      |                      |                      |  |
|  | 4                | Rescifina Messina     | Rescifina Messina     | Rescifina Messina     | Rescifina Messina     |  |  | 4          | Rescifina Messina    | Rescifina Messina    | Rescifina Messina    | Rescifina Messina    |       |       |        |                      |                      |                      |                      |  |
|  | 5                | Nuova Pall.Valdarno   | Nuova Pall.Valdarno   | Nuova Pall.Valdarno   | Nuova Pall.Valdarno   |  |  |            |                      |                      |                      |                      |       |       | 1      | Basket Costa Masnaga | Basket Costa Masnaga | Basket Costa Masnaga | Basket Costa Masnaga |  |
|  | 3                | Prato                 | Prato                 | Prato                 | Prato                 |  |  |            |                      |                      | Prato                | Prato                | Prato | Prato |        |                      |                      |                      |                      |  |
|  | 6                | Brasilia Basket Pavia | Brasilia Basket Pavia | Brasilia Basket Pavia | Brasilia Basket Pavia |  |  | 3          | Prato                | Prato                | Prato                | Prato                |       |       |        |                      |                      |                      |                      |  |
|  | 2                | S. Elpidio            | S. Elpidio            | S. Elpidio            | S. Elpidio            |  |  | 2          | S. Elpidio           | S. Elpidio           | S. Elpidio           | S. Elpidio           |       |       |        |                      |                      |                      |                      |  |
|  | 7                | Gragnano              | Gragnano              | Gragnano              | Gragnano              |  |  |            |                      |                      |                      |                      |       |       |        |                      |                      |                      |                      |  |

## Play-out
|  | Semifinali | Semifinali    | Semifinali    | Semifinali    | Semifinali |  |  | Finale       | Finale       | Finale       | Finale       | Finale       |  |
|  |            |               |               |               |            |  |  |              |              |              |              |              |  |
|  | 10         | Verga Palermo | Verga Palermo | Verga Palermo | 56         |  |  |              |              |              |              |              |  |
|  | 13         | Cagliari      | Cagliari      | Cagliari      | 65         |  |  |              |              |              |              |              |  |
|  | 11         | Anagni        | Anagni        | Anagni        | 47         |  |  | San Raffaele | San Raffaele | San Raffaele | San Raffaele | San Raffaele |  |
|  | 12         | San Raffaele  | San Raffaele  | San Raffaele  | 42         |  |  |              |              |              |              |              |  |

| Montecchio Maggiore 29 aprile 1995 | Basket Bari | 63 – 71 referto | Montecchio |  |
| Cassano Allenatori Pani            |             |                 |            |  |
|                                    |             |                 |            |  |
| Cassano                            | Allenatori  | Pani            |            |  |

| Montecchio Maggiore 30 aprile 1995                   | Montecchio | 64 – 61 referto | Basket Bari |  |
| 21 Biondani Punti 23 Sivilli Pani Allenatori Cassano |            |                 |             |  |
|                                                      |            |                 |             |  |
| 21 Biondani                                          | Punti      | 23 Sivilli      |             |  |
| Pani                                                 | Allenatori | Cassano         |             |  |

## Verdetti
- Promossa in Serie A1:  Basket Costa CostaMasnaga
- Ripescata in Serie A1:  Brasilia Basket Pavia acquisisce il diritto da Avellino
- Retrocesse in Serie A2:  San Raffaele Roma e Basket Bari.